# ヴァイダ・ラヨシュ
ヴァイダ・ラヨシュ（Vajda Lajos、1908年8月6日 - 1941年9月7日）はハンガリーの画家である。

## 略歴
ハンガリー、ザラ県のザラエゲルセグの貧しいユダヤ人の家に育った。1916年から1923年まで家族とセルビアで暮らした。ブダペストの国立ハンガリーイスラエル公共文化協会(Országos Magyar Izraelita Közművelődési Egyesület、英訳例:National Hungarian Israelite Public Cultural Association）の学校で画家のリポート・ヘルマン(Lipót Herman)に指導を受け始めるが1925年に結核にかかり、修行を中断した。1827年からハンガリー王立絵画学校（Magyar Királyi Mintarajztanoda és Rajztanárképezde、後のハンガリー美術大学）の、チョーク・イシュトヴァーン(Csók István: 1865-1961)に3年間学んだ。前衛画家のカッシャーク・ラヨシュ(1887-1967)のグループのメンバーと交流を始め、カッシャークに進められて、1930年から1934年の間はパリで、貧窮の中修行をした。1935年に帰国しブダペストに近いセンテンドレで作品を描いた。
1938年に結婚するが、2年後ハンガリーがドイツの『枢軸条約』に加入し、ユダヤ人のヴァイダは強制労働させられることになったが、病状が悪化し、病院に送られ、病院で亡くなった。33歳だった。

## 作品

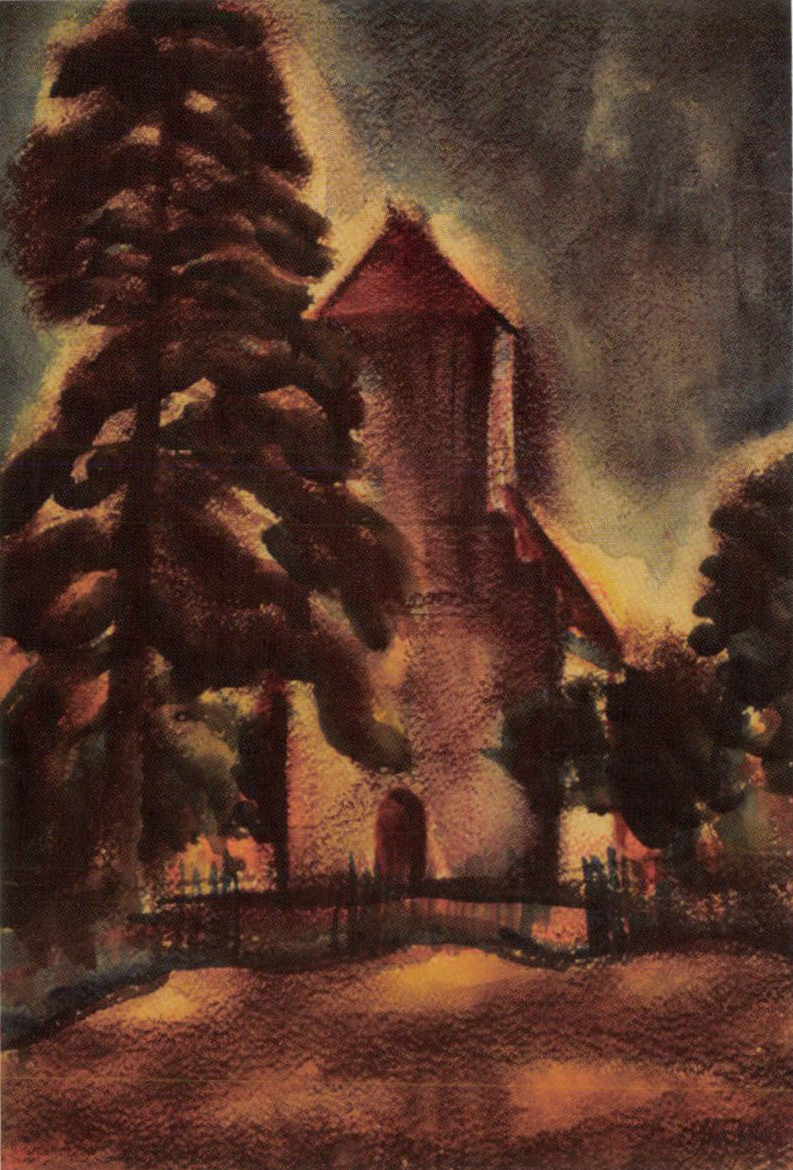
村の教会 (1924)
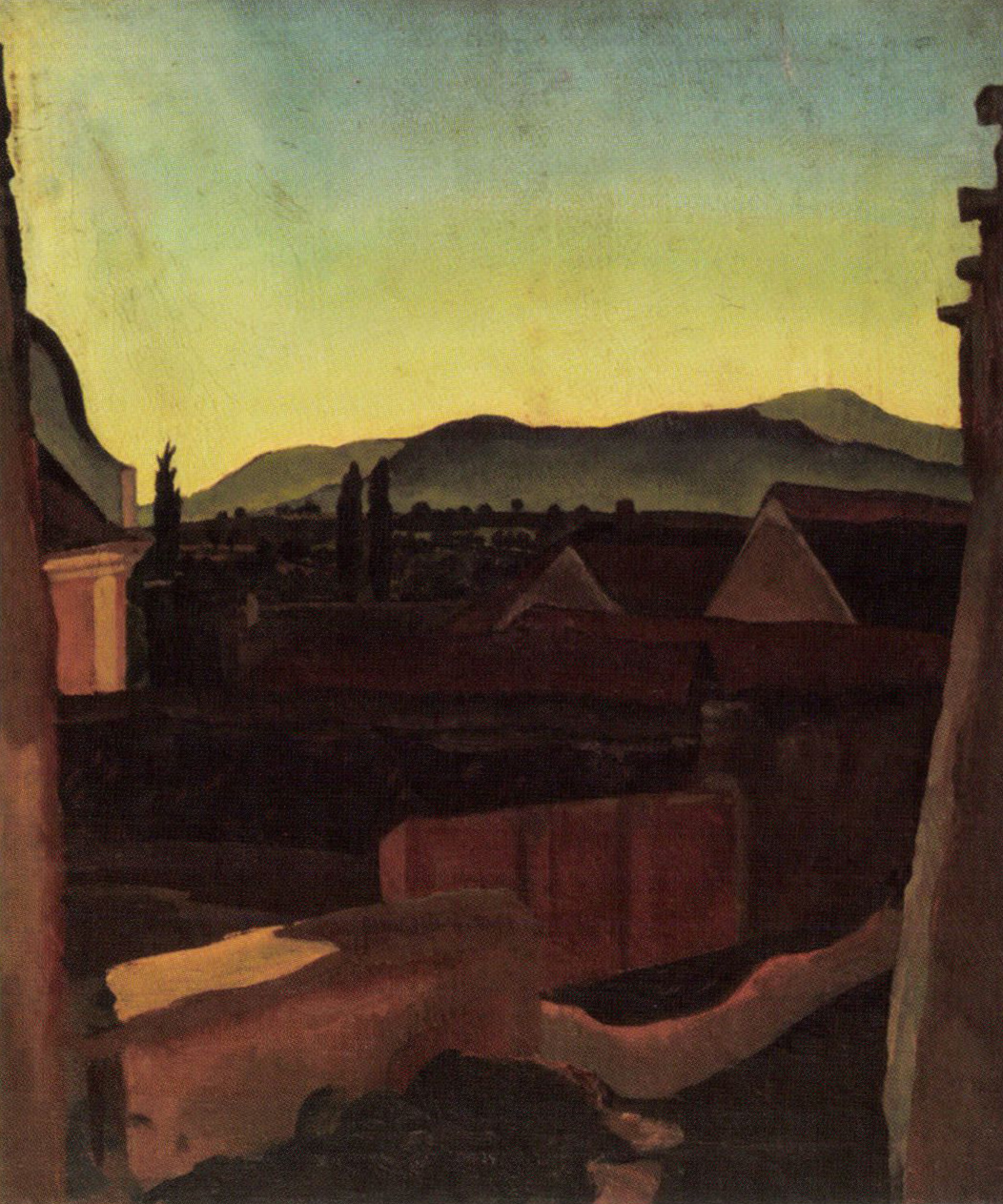
山間の村 (1828/1829)
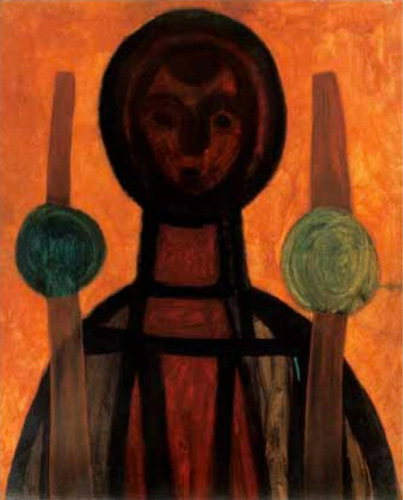
ろうそくを持つ少女 (1930)
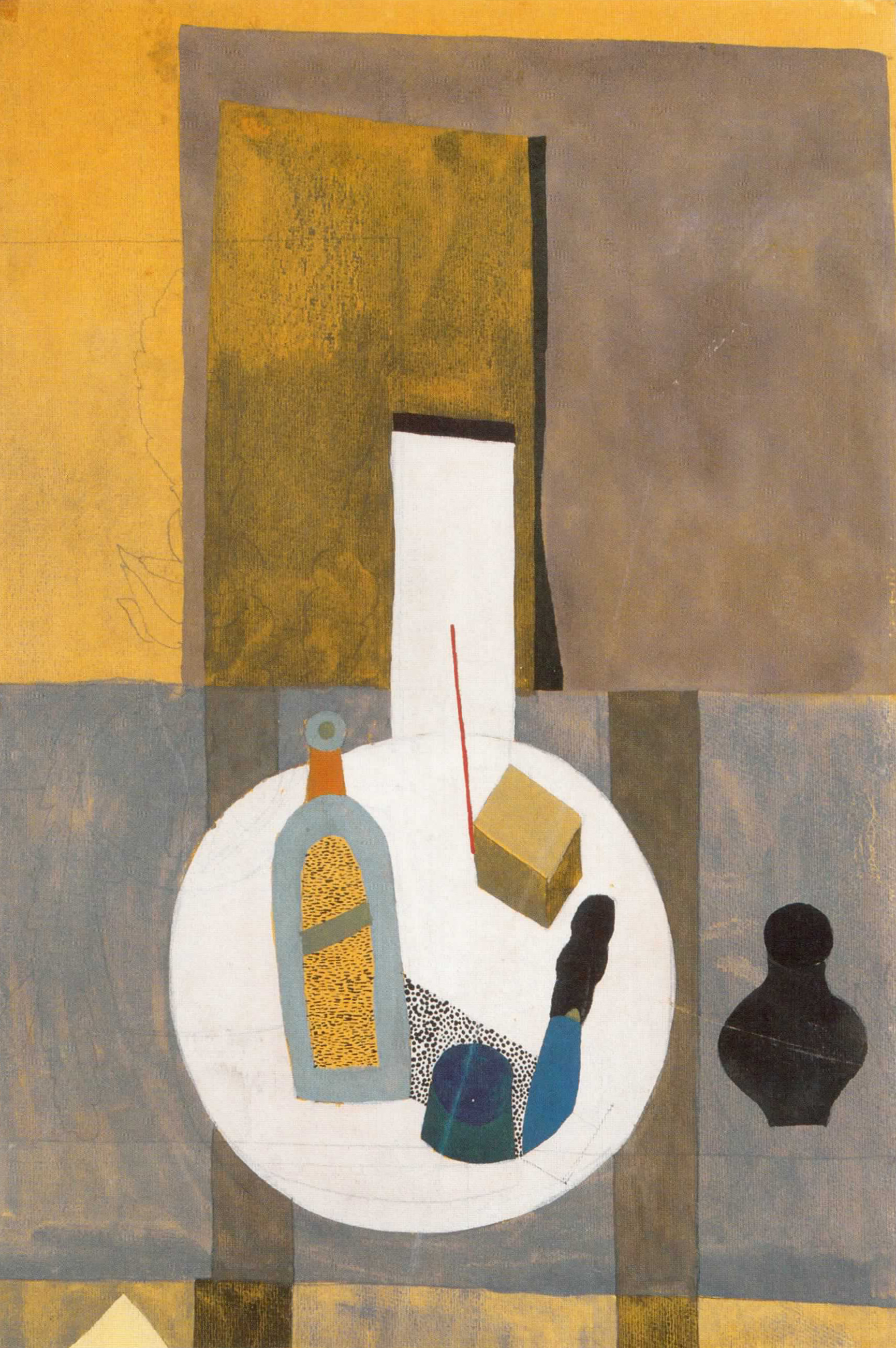
ピンクのテーブルの静物 (1936)

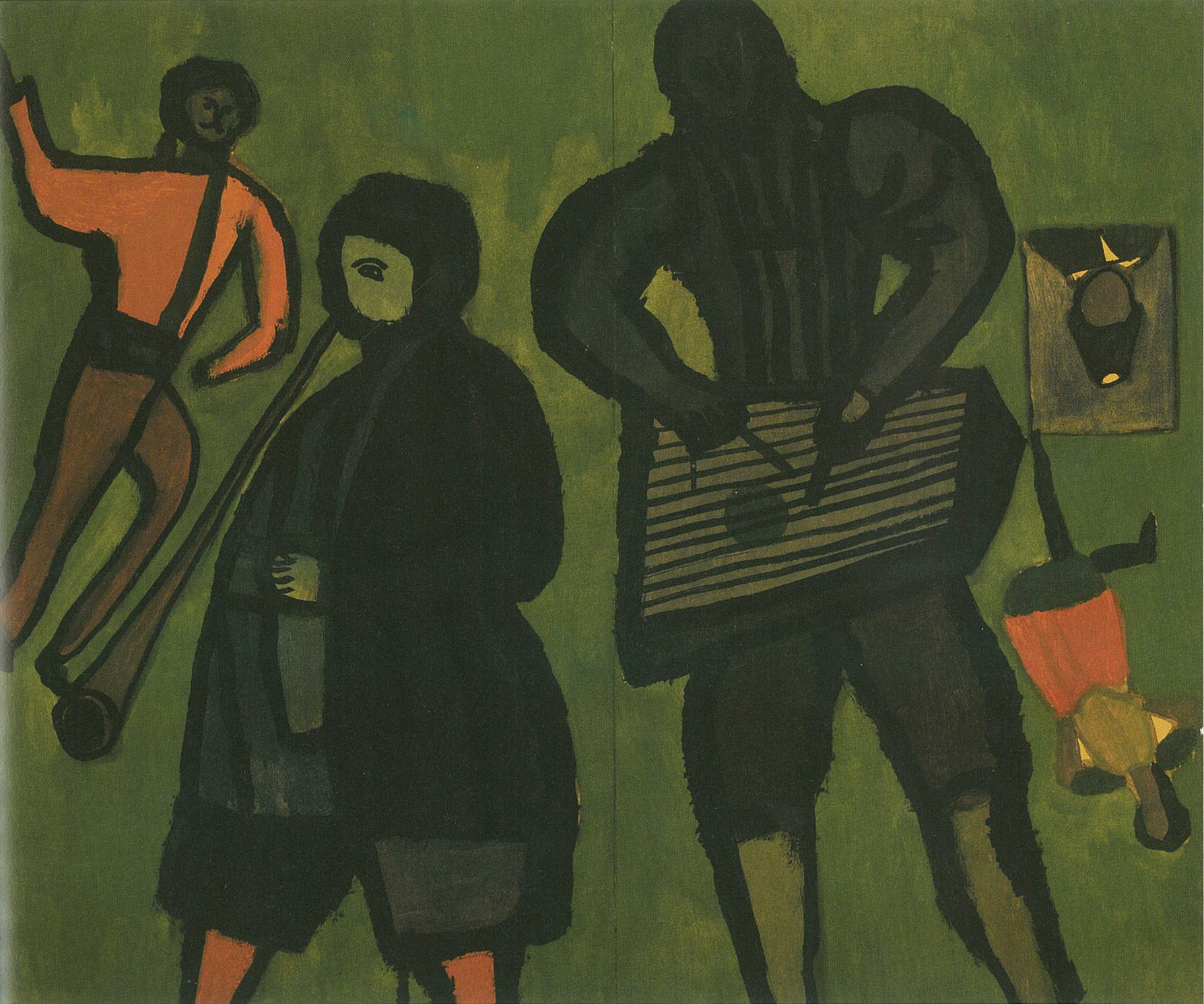
市場 (1936)
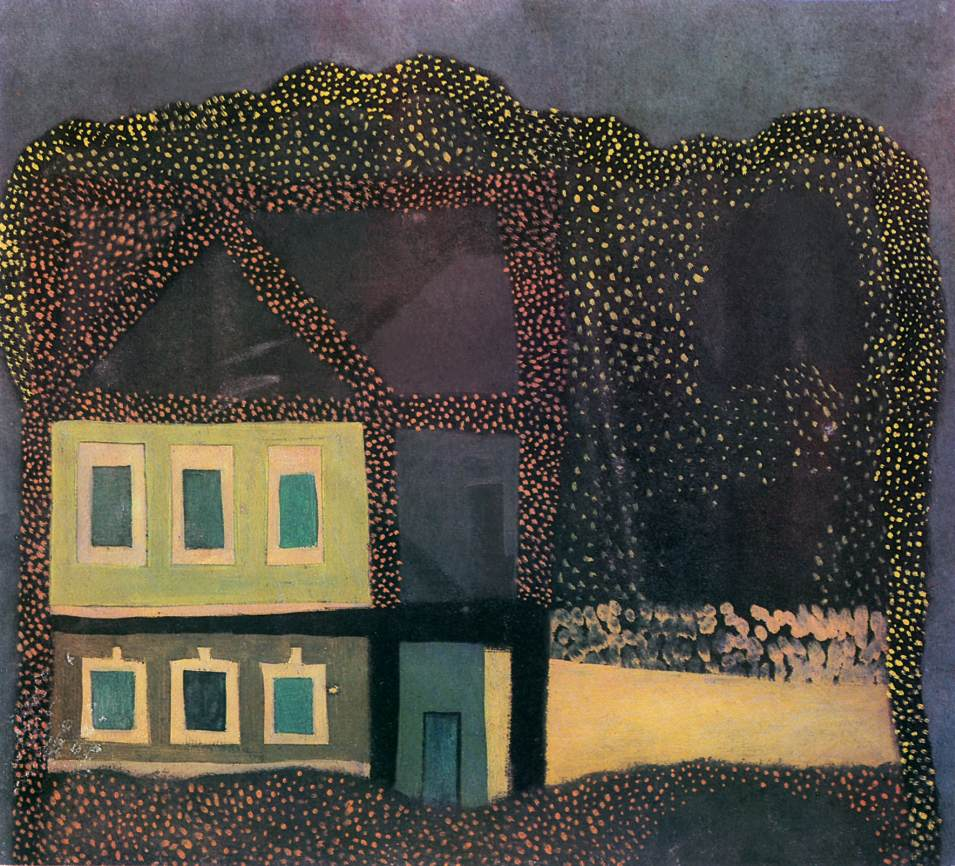
Spotty House (1936)
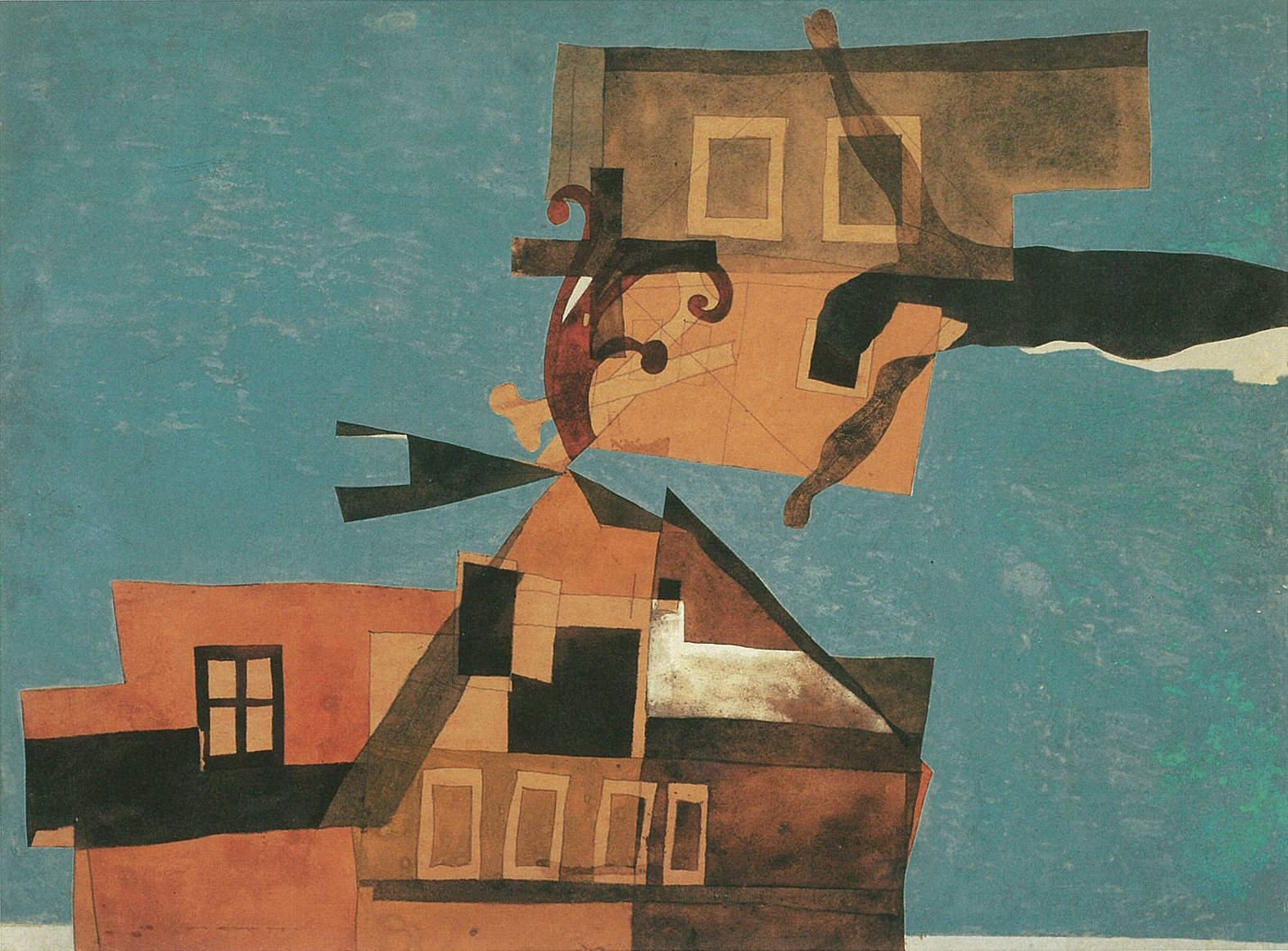
十字架のあるセンテンドレの家 (1937)